# Helaria alba
Helaria alba is een zeeanemonensoort. De wetenschappelijke naam van de soort is voor het eerst geldig gepubliceerd in 1847 door W. P. Cocks in Johnston.